# Balaban (strumento musicale)
Balaban, o balaman (in lingua azera balaban) è un aerofono a corpo cilindrico e a doppia ancia lungo circa 35 cm., con otto fori più uno posteriore. Il balaban, uno dei più antichi strumenti a fiato, è suonato in tutto l'Azerbaigian. Viene suonato nell'Azerbaigian persiano e nella Repubblica di Azerbaigian. Le origini dello strumento scaturiscono dal duduk armeno.
Il balaban può essere realizzato con legno di gelso o altro legno duro, quale il noce. Il corpo dello strumento ha un diametro interno di circa 1,5 cm. La doppia ancia è ricavata da un unico segmento di canna lungo circa sei centimetri e pressato ad un'estremità. L'esecutore usa l'aria immagazzinata nelle guance per continuare a suonare, mentre inspira aria dai polmoni. Questa tecnica di respirazione "circolare" è comunemente usata con tutti gli strumenti a doppia ancia del Medio Oriente.

## Struttura
Il balaban, che è spesso chiamato anche yasti (piatto) balaban per il suo bocchino piatto e il suono morbido, è costituito da un corpo fatto di albero di albicocco e canna. Il corpo ha otto fori sulla superficie anteriore e uno sul retro tra il 1° e 2° foro (tasto del suono). Consiste in un gambo, un'ancia, un regolatore e un cappuccio.
Il gambo del balaban, o govda, è un tubo cilindrico lungo 280-320|mm. generalmente il legno di albicocco (alcune volta anche di nocciolo, pero, gelso, legno di bosso, ecc.). Il processo di intagliatura di uno stelo di balaban si chiama "balaban chakma". L'estremità superiore dello stelo (bash o kup) ha una forma arrotondata, mentre l'estremità inferiore (ayag) è affilata. Il foro interno ha un diametro di 10 mm. Sul davanti ci sono otto fori o "toni" che costituiscono un "suono" ("sas pardasi") mentre sul retro esiste un altro foro posto tra il primo e il secondo foro "sas pardasi". A volte esiste un ulteriore foro chiamato nizam pardasi, all'estremità inferiore, per garantire un buon timbro.
I fori praticati nello stelo hanno i seguenti nomi:
| Tono sonoro – sas pardasi | Funzionale | #1 – primo tono – bash parda                   |
| Tono sonoro – sas pardasi | Funzionale | #4 – tono principale – shah parda              |
| Tono sonoro – sas pardasi | Funzionale | #6 – tono aperto – achyg parda                 |
| Tono sonoro – sas pardasi | Funzionale | #8 – tono inferiore – ayag parda               |
| Tono sonoro – sas pardasi | Funzionale | dietro – tono posteriore – arkha parda         |
| Tono sonoro – sas pardasi | Tonale     | #2 – tono di segah – segah pardasi (1)         |
| Tono sonoro – sas pardasi | Tonale     | #5 – tono di segah – segah pardasi (2)         |
| Tono sonoro – sas pardasi | Tonale     | #7 – tono di mahur – mahur pardasi             |
| Tono sonoro – sas pardasi | Acoustic   | dietro – tono di bilanciamento – nizam pardasi |

La canna (gamish, garghy o dil) è realizzata in scirpus, che cresce in un'area arida, e viene inserita nell'estremità superiore. Si appiattisce e assume la forma di doppia ancia. È legata a un regolatore lungo 60 mm. e 10 mm. (kharak, boghazlig, boyundurug, ulama, akma) creato da un salice o da un ramo di vite tagliato longitudinalmente. L'ancia viene quindi fissata da un regolatore a colletto su un lato e da un perno 7–12 mm. dall'altro. Il cappuccio (qapaq, aghizlig, kip, band, ecc.), di salice, nocciolo, corniolo o gelso, viene messo sull'ancia per impedirne il danneggiamento. È legato al regolatore perché non possa andare smarrito.

## Uso
In occasioni solenni come matrimoni e cerimonie, un suonatore di balaban è accompagnato da un percussionista. Un gruppo musicale tradizionale azero composto da due suonatori di balaban e un percussionista è chiamato "balabanchilar dastasi". Una breve selezione di mugham azeri, suonata sul balaban, è stata inclusa nel Voyager Golden Record, sulla navicella Voyager e 2 in rappresentanza della musica mondiale Era anche usato nelle canzoni pastorali e nella musica funeraria. Secondo Huseyngulu Sarabski, i cacciatori suonavano il balaban per attirare le quaglie. Alcuni tipi di balaban sono anche usati nella musica Aşık.

## Galleria d'immagini

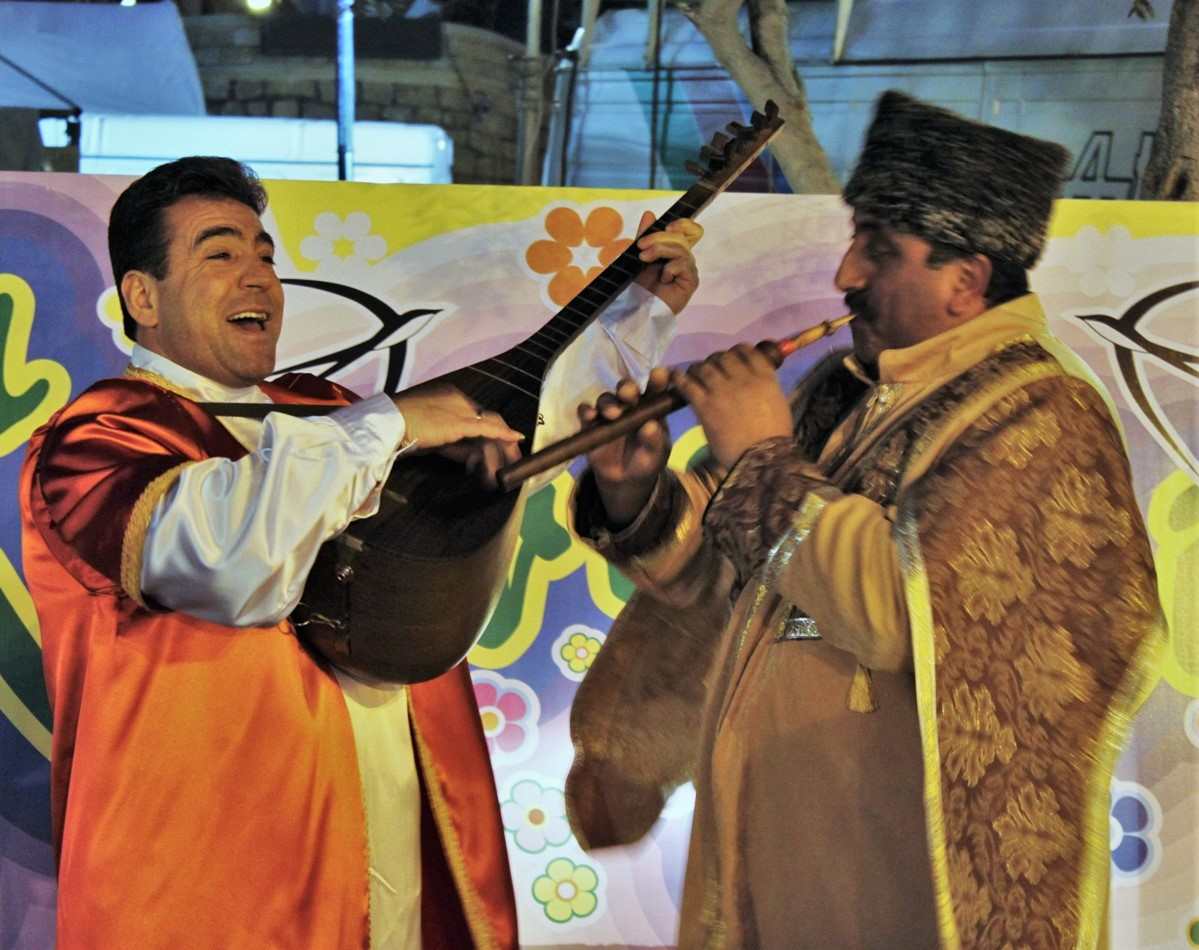
Ashuq suonano il balaban a Baku
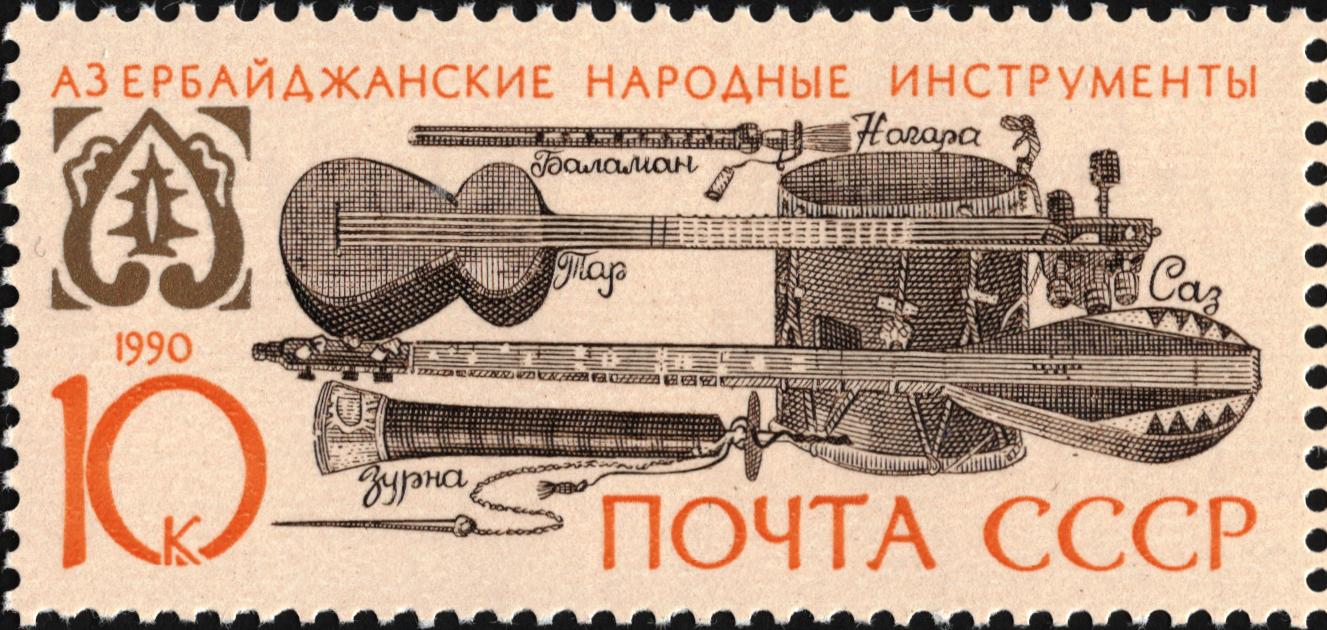
Strumenti musicali azeri (compreso il balaban) su francobollo dell'URSS, 1990